# 多紀理毘賣命
多紀理毘賣命（たきりひめ の みこと）為《古事記》裡的記述，《日本書紀》記作田心姬（たこりひめ）、田霧姬，祂是日本神話裡的天照大神和素戔嗚尊舉行誓約儀式所產生的三位女神（俗稱宗像三女神）之一，別名奧津島姬命。

## 概要

### 日本書紀之記載
依照《日本書紀》卷第一神代上之記述，天照大神以素戔嗚尊之十握劍打折為三段，濯於天眞名井，咀嚼吹出狹霧生出田心姬、次湍津姬、次市杵島姬等三女神。
然後素戔嗚尊取掛在天照大神身上的八尺瓊勾玉，用天真名井之水洗滌後放入口中咀嚼，吹氣陸續生出：正哉吾勝勝速日天忍穗耳尊、天穗日命、天津彥根命、活津彥根命、熊野櫲樟日命等五男神。
但是接下來的其他說法裡，卻出現了不同之處：
1. 第一種說法：名為田心姬，第三個出生，奉祀於邊津宮。
2. 第二種說法：名為田心姬，第二個出生，居於中瀛。
3. 第三種說法：名為田霧姬，第三個出生，奉祀於邊津宮。

### 古事記之記載
據《古事記》上卷之紀錄，天照大神及建速須佐之男命至天安河而為誓約，前者取後者之十拳劍打折成三段，振響自己配戴的八尺瓊勾玉玉串，並取天之真名井之水清滌斷劍，嚙碎其劍、口吹狹霧陸續生出多紀理毘賣命（又稱名奧津島姬命）、市寸島比賣命（又名狹依姬命）、多岐都比賣命等三女神。
接著速須佐之男命取天照大神所纏左髻之八尺瓊勾玉玉串，滌勾玉於天之真名井而於口碎之，吹氣生出正勝吾勝勝速日天之忍穗耳命、右髻之勾玉則化作天之菩卑能命、脖子之勾玉生成天津日子根命、左手之勾玉變成活津日子根命、右手之勾玉生成熊野久須毘命等五男神。
此外，該書記載大國主神與多紀理毘賣命生下了阿遲鉏高日子根神、高比賣命。

## 解說
神名裡的「多紀理（たきり）」可解作海上之霧，亦可解作，也就是水花激濺的樣子。《日本書紀》寫成「田心（たこり）」，乃是轉音導致。一般日本民間將此神祇視為海神，保佑日本至朝鮮半島之間的海上交通安全。

## 信仰
祭祀多紀理毘賣命的神社除了各地之宗像神社、嚴島神社、八王子神社、八柱神社外，主要有：
- 宇佐神宮（大分縣宇佐市）
- 宗像大社（福岡縣宗像市）
- 日光二荒山神社（栃木縣日光市）

## 外部連結
- （日語）宗像三女神（页面存档备份，存于）
- （日語）宗像大社公式ホームページ（页面存档备份，存于）